# Blind Before I Stop
Blind Before I Stop (englisch: „Lieber blind als aufzuhören“) ist das fünfte Studioalbum des US-amerikanischen Rocksängers Meat Loaf. Das von Frank Farian produzierte Album erschien 1986 als Nachfolger von Bad Attitude. Meat Loaf ist bei drei Liedern dieses Albums Co-Autor. Kritiker bemängelten, dass das Album den charakteristischen Sound des Songwriters Jim Steinman vermissen lasse und stattdessen Synthesizer und Samples Einzug fanden. 
Laut Meat Loafs Autobiographie im Jahr 1998 hätte er es vorgezogen, mit mehr Steinman-Material zu arbeiten, aber seine vertraglichen Verpflichtungen mit Arista verlangten von ihm zwei Alben bis Ende der 1980er-Jahre, inklusive diesem Album und einem Live-Album.

## Titelliste
1. "Execution Day" – 6:32 (Meat Loaf/Dick Wagner)
2. "Rock 'n' Roll Mercenaries" (Duett mit John Parr) – 5:00 (Michael Dan Ehmig/Alan Hodge)
3. "Getting Away with Murder" – 3:52 (Terry Britten/Sue Shifrin)
4. "One More Kiss (Night of the Soft Parade)" – 5:40 (John Golden/Meat Loaf)
5. "Blind Before I Stop" – 3:33 (Paul Christie/Golden/Meat Loaf)
6. "Burning Down" – 4:59 (Billy Rankin)
7. "Standing on the Outside" – 3:59 (John Lang/Richard Page/Steve George)
8. "Masculine" – 4:23 (Rick Derringer)
9. "A Man and a Woman" – 4:11 (Jerry Riopelle/John Harris)
10. "Special Girl" – 3:56 (Eddie Schwartz/Dave Tyson)
11. "Rock 'n' Roll Hero" – 4:30 (John Wilcox)

## Singles
Aus dem Album wurden drei Singles ausgekoppelt:
- Rock 'n' Roll Mercenaries, ein Duett mit John Parr, schaffte es in UK auf Platz 31. Die Single beinhaltete einige Remixe und einen exklusiven Song namens R.P.M.

- Blind Before I Stop erreichte Platz 89 in den britischen Charts. Die Single beinhaltete eine verlängerte Remixe, aber keinen neuen Song.

- Special Girl belegte Platz 81 der UK-Charts.

## Beteiligte Musiker
- Meat Loaf – Sänger und Backing Vocals, Gitarre (Titel 2, 5)
- John Parr – Gastgesang (Titel 2)
- Mats Björklynd – Gitarre (Titel  1, 2, 3, 8), Bass (Titel  3, 6), Keyboard, Programmierung, Schlagzeug (Titel  5, 9)
- Johan Daansen – Gitarre (Titel  2, 7, 10)
- Peter Weihe – Gitarre
- Dieter Petereit – Bass
- John Golden – Bass (Titel  2, 4, 5, 7, 9, 10)
- Harry Baierl – Klavier (Titel  4, 7, 8), Keyboard, Programmierung (Titel 2)
- Pit Löw – Keyboard und Programmierung
- Mel Collins – Saxophon (Titel  1, 3, 6)
- Curt Cress – Schlagzeug
- Amy Goff – weiblicher Gesang (Titel  9), Backing Vocals
- Frank Farian – zusätzlicher Gesang (Titel  2, 6), Backing Vocals
- Peter Bischof – Gesang
- Bert Gebhard – Gesang
- Bimey Oberreit – Gesang
- Elaine Goff – Gesang
- The Jackson Singers – Chor (Titel 1, 6, 7)